# Жмайель, Сами
Сами Жмайель (араб. سامي الجميل‎;
3 декабря 1980, Бикфайя) — ливанский политик, лидер правой националистической партии Катаиб. Внук Пьера Жмайеля, сын Амина Жмайеля, племянник Башира Жмайеля. Известен жёстким курсом в отношении Сирии и исламистского движения Хезболла. Сторонник федерализации Ливана.

## Потомственный активист Катаиб
Родился в авторитетном маронитском семействе Жмайелей. Пьер Жмайель, дед Сами Жмайеля, был основателем правохристианской фалангистской партии Катаиб. Амин Жмайель, отец Сами Жмайеля, с 1982 по 1988 был президентом Ливана. Башир Жмайель, дядя Сами Жмайеля, возглавлял фалангистскую милицию и Ливанские силы во время гражданской войны, был избран президентом и погиб в результате теракта. С детства Сами Жмайель воспитывался в традициях Ливанской фаланги, в условиях культа деда и дяди.
Сами Жмайель учился в Университете Святого Иосифа. С 1999 года возглавлял в университете студенческую ячейку Катаиб. При этом он состоял в организации «Основа „Катаиб“», которая отвергала политику просирийского руководства партии и наследовала традиционную идеологию Ливанской фаланги жмайелевских времён.
Получил юридическое образование по курсу публичного права. Выступал решительным противником сирийской оккупации Ливана.

## Выход и возвращение в партию
Сами Жмайель активно участвовал в Кедровой революции 2005 года, организовывал антисирийские демонстрации ливанских студентов. Выступал за отстранение просирийского партийного руководства во главе с Каримом Пакрадуни.
В 2005—2006 активную роль в реформировании Катаиб играл брат Сами Жмайеля Пьер Амин Жмайель-младший. Он разработал план разделения высшего партийного руководства между Амином Жмайелем и Каримом Пакрадуни и последующих перевыборов в 2007 году. Сами Жмайель не принял этого компромисса, вышел из Катаиб и создал организацию Любнануна («Наш Ливан»).
21 ноября 2006 года Пьер Жмайель-младший был убит. Ответственность взяла на себя просирийская террористическая группировка. После этого Сами Жмайель вернулся в Катаиб с радикальной программой, восходящей к идеям Пьера-старшего и Башира. Он возглавил молодёжную и студенческую организацию, затем стал координатором Центрального комитета Катаиб.

Мы возвращаемся к своим корням. К чести Ливанской фаланги. К истине Пьера Жмайеля. Приоритетом для меня является доверие народа к нашей партии. Для этого нужна открытость и честность. Мы не станем молчать о своих ошибках.

Сами Жмайель

На выборах 2009 года Сами Жмайель был избран в парламент Ливана. 19 октября 2012 года Сами Жмайель от лица Катаиб резко осудил убийство Висама аль-Хасана, начальника полицейской разведки, расследовавшего террористические акты сирийских спецслужб в Ливане.

## Радикальный лидер Катаиб
14 июня 2015 года Сами Жмайель был избран председателем партии Катаиб, унаследовав таким образом пост своего отца. В энергичном программном заявлении он сказал, что партия не намерена подстраиваться под сложившиеся политические стандарты Ливана, а наоборот — приведёт их в соответствие со своими принципами. Противников своего избрания, критиковавших «династический принцип Жмайелей», он назвал «ренегатами» и «осколками сирийской эпохи».
Осведомлённые наблюдатели иногда противопоставляют Сами Жмайеля покойному брату Пьеру Амину. Утверждается, что Пьер Жмайель-младший был более компромиссным политиком, и этим напоминал своего отца. В то же время Сами Жмайель рассматривается как прямолинейный радикал в духе «президента навеки» Башира Жмайеля. Это проявляется в жёстком курсе Сами Жмайеля в отношении Сирии и мусульманских политических сил, в призывах к единению христианской общины, в постоянной готовности к конфронтации.
Другая особенность политики Сами Жмайеля — подчёркнутые конфессиональные приоритеты:

Не может быть Ливана без христиан. Нет суннитско-христианского, шиитско-христианского или друзо-христианского плана. Есть только христиано-христианский план.

Сами Жмайель

Несмотря на это, именно Сами Жмайель впервые объявил о конфессиональной открытости партии и призвал ливанских мусульман вступать в Катаиб.
Сами Жмайель стоит на позициях ливанского национализма и правой христианской демократии. Он сторонник федерализации Ливана. Выступает за административную децентрализацию, развитие самоуправления и социокультурного плюрализма, гарантию равноправие женщин, бесплатное образование и жёсткую борьбу с коррупцией. Первый заместитель председателя Катаиб Жозеф Абу Халил — активист Ливанской фаланги с первой половины 1940-х, соратник основателя партии, олицетворяющий связь времён — усматривает в Сами Жмайеле черты Пьера Жмайеля-старшего. Поддерживает Сами Жмайеля видный деятель Катаиб Фуад Абу Надер, основатель движения Фронт свободы, выступающего с позиций христианского единства.
Сами Жмайель занимает жёсткую антисирийскую позицию, активно выступает против исламистского движения Хезболла. Сложны отношения председателя Катаиб с союзниками по Коалиции 14 марта — Саадом Харири и партией «Ливанские силы», которую возглавляет бывший командир фалангистского спецназа Самир Джааджаа. Внутри Катаиб отмечаются резкие противоречия между Сами Жмайелем и его двоюродным братом Надимом (сын Башира Жмайеля), который ориентирован на альянс с «Ливанскими силами».
На выборах президента Ливана 2014—2016 Катаиб в составе Коалиции 14 марта поддерживала кандидатуру Самира Джааджаа. Однако в 2016 году Джааджаа неожиданно поддержал лидера Свободного патриотического движения Мишеля Ауна. Такое решение привело к конфликту «Ливанских сил» с Катаиб. Сами Жмайель отказался поддержать союз Джааджаа с Ауном.
4 августа 2020 года в порту Бейрута произошли два мощных взрыва со множеством жертв, и 8 августа с началом новой вспышки массовых протестов в Бейруте против действующих властей Жмайель отказался от депутатского мандата.

## Семья
Сами Жмайель женат на триполитанке Карин Тадмури, ранее работавшей стоматологом во Франции. На свадьбе в Бикфайе присутствовали лидеры и ветераны Катаиб, включая главу клана Амина Жмайеля. У супругов трое детей.
По вероисповеданию Карин Жмайель — мусульманка-суннитка. Такой брак Сами Жмайеля, известного пафосной христианско-конфессиональной риторикой, вызвал у политических оппонентов недоумение и критические отзывы.